# Gonomyia (Leiponeura) juquiana
Gonomyia (Leiponeura) juquiana is een tweevleugelige uit de familie steltmuggen (Limoniidae). De soort komt voor in het Neotropisch gebied.